# Bracon murgabensis
Bracon murgabensis är en stekelart som beskrevs av Vladimir Ivanovich Tobias 1957. Bracon murgabensis ingår i släktet Bracon och familjen bracksteklar. Inga underarter finns listade.